# Ferdinand Springer junior
Ferdinand Springer junior (* 29. August 1881 in Berlin; † 12. April 1965 in Heidelberg) war ein deutscher Verleger.

## Leben
Als Sohn des Verlegers Ferdinand Springer senior geboren, studierte Springer nach dem Abitur zunächst drei Trimester in Oxford und erlernte in Bern den Buchhandel. 1904 trat er gemeinsam mit seinem Vetter Julius Springer d. J. in den Springer-Verlag ein. Springer wandte sich zunächst dem Aufbau eines Medizinverlags mit Handbüchern, Lehrbüchern, Monographien und Zeitschriften zu. Schon 1914 hatte dieser Verlagszweig eine Bedeutung erreicht, die fast der des von seinem Vetter Julius Springer betreuten Technikverlags entsprach. Zur weiteren Stärkung des Unternehmens trug der Zukauf anderer Verlage bei: 1912 Behrend & Co. (Bibliothekswesen, Sozialpolitik), 1917 J. F. Bergmann (Medizin), 1921 August Hirschwald (1774–1848) (Buchhandlung und Verlag; Medizin), 1931 F. C. W. Vogel (Medizin). 1924 wurde der Springer-Verlag Wien gegründet. Der Verlag verstärkte seine Aktivitäten in den Bereichen Mathematik, Physik, Chemie, Biologie und Philosophie. Das weitere Wachstum wurde durch einen hohen Anteil wissenschaftlicher Zeitschriften gefördert.
Im Dritten Reich war der Verlag wegen der jüdischen Herkunft seiner Inhaber stets gefährdet. Dank seines weltweiten Ansehens und der Bedeutung seines Exportgeschäfts, das zeitweilig mehr als die Hälfte des Umsatzes erbrachte, unterblieb die Schließung oder die auch geplante Aufteilung. Dies erreichte Springer unter anderem durch die Ernennung von Tönjes Lange zum Generalbevollmächtigten (1934). Nach dem Inkrafttreten der Nürnberger Rassengesetze musste Springers Vetter Julius Springer 1935 aus dem Verlag ausscheiden. Durch die Übereignung seiner Anteile an Tönjes Lange und Otto Lange wurde eine Teilarisierung erreicht. Springer, der nur mit einer jederzeit widerruflichen Sondergenehmigung tätig sein durfte, hielt sich in diesen Jahren im Außenverkehr weitgehend zurück. Die Produktion wurde in politisch sensiblen Bereichen stark gedrosselt, während neutrale Fachgebiete begünstigt wurden. Insgesamt war die Produktion rückläufig, da durch die Emigration bzw. Ausschaltung belasteter Wissenschaftler das Autoren- und Beraterpotential stark geschwächt war (Mathematik: Richard Courant; Physik: James Franck und Max Born; Chemie: Richard Goldschmidt und Richard Willstätter; Philosophie: Karl Jaspers; Technik: Georg Schlesinger).
Im November 1942 musste sich Springer als „im Sinne der Nürnberger Gesetzgebung Mischling 1. Grades“ gänzlich aus dem Verlag zurückziehen und überließ seine Anteile treuhänderisch den Brüdern Otto und Tönjes Lange. Nach dem Krieg konnte er seine Arbeit im Verlag wieder aufnehmen. Wegen der starken Zerstörung des Berliner Verlagshauses, das zudem im Osten Berlins lag, baute Springer von Heidelberg aus den naturwissenschaftlichen und medizinischen Verlag wieder auf, unterstützt von seinem späteren Sozius Heinz Götze. Sein Vetter Julius Springer leitete den Technikverlag in Berlin (West). Die Produktion beider Betriebsstätten erreichte um 1960 wieder die Höhe von 1932. Wegen der rückläufigen Bedeutung des Deutschen als Wissenschaftssprache wurde 1964 in New York City eine Zweigstelle gegründet, die im Vertrieb und bald auch in der Produktion englischsprachiger wissenschaftlicher Werke tätig wurde.
Springer wurde 1922 von der Medizinischen Fakultät der Universität Frankfurt am Main zum Dr. med. h. c. und 1930 von der Philosophischen Fakultät der Universität Göttingen zum Dr. phil. h. c. promoviert. 1961 erhielt er die Albrecht-von-Haller-Medaille der Universität Göttingen.